# Bobby (musikgrupp)
Bobby är en svensk synthpopgrupp från Stockholm som grundades 1998 av Julian Brandt (sång) och Torben Hedlund (synthesizer, kör). Det tog nästan fem år innan bandet släppte sitt debutalbum "Romantic & Bleeding". Albumet blev mycket kritikerrosat och singlarna "Sooner Or Later", "Losing Control" och "Tonight Let's Show This World" blev stora hits, speciellt "Losing Control". Under 2004 och 2005 släppte Bobby singlar från sitt eget "skivbolag", BBmusic, där bland annat "She's History" och "Come Crashing In" blev hit och speciellt "Come Crashing In" blev favorit bland fansen. 
Men efter det blev det rätt så tyst om Bobby, eftersom Julian och Torben började jobba med ett sidoprojekt, "The Paper Faces". Men under 2007 började bandet igen och man jobbade med nytt material och släppte sin sista singel "Another Day (No Ones Fault)" med sitt eget "skivbolag" BBmusic, innan man skrev på för Memento Materia. Man släppte då sin första singel under det nya skivbolaget, "The Ghost Of You Remains", som blev kritikerrosad hit och var en hyllning till Torbens far som hade dött i cancer några år innan. Alla inkomster från singelförsäljningen gick oavkortat till Barncancerfonden. 
Under 2008 släpptes "Autumn Never Leaves" och den blev också en kritikerrosad hit och kort därefter släpptes deras andra album, "Thursday In This Universe". I oktober 2008 släpptes den tredje singeln "So Many Scars". Efter december 2008 lade Bobby instrumenten på hyllan.

## Diskografi

### Album
- Romantic & Bleeding (2003)
- Thursday In This Universe (2008)

### Singlar
- Sooner Or Later (2003)
- Losing Control (2003)
- Tonight Let's Show This World (2003)
- Come Crashing In (2004)
- She's History (2005)
- Another Day (No Ones Fault) (2007)
- The Ghost Of You Remains (2007)
- Autumn Never Leaves (2008)
- So Many Scars (2008)